# 貓眼葡萄
貓眼葡萄（日语：ピオーネ）是一種表面為紫色果皮的大型葡萄種類。自1957年以來，日本種植的貓眼葡萄有食用葡萄和桃红葡萄酒兩種種類。

## 食用葡萄和桃紅葡萄酒
貓眼葡萄最早是在靜岡縣由井川英雄發明的一種四倍體雜交種，廣泛種植巨峰葡萄和麝香青葡萄品種。巨峰葡萄本身是1937年在日本發明的一種紅色雜交種，而麝香青葡萄是一種大的白葡萄，與最早1813年由希腊帶來品種的種子相同。